# Club Jockey du Québec
Pour les articles homonymes, voir Jockey (homonymie).
Le Club Jockey du Québec est l'organisation qui chapeaute les courses hippiques au Québec. Il fut fondé sous forme d'organisme à but non lucratif le 19 juin 2009.

## Salons de paris
Liste de l'emplacement des salons de paris de courses de chevaux au Québec:
- Boucherville
- Brossard
- Châteauguay
- Laval
- Montréal (Square Décarie)
- Montréal (Centre-ville)
- Pointe-aux-trembles
- Pointe-Claire
- Québec
- Sherbrooke
- Trois-Rivières